# پینک پونی کلاب
«پینک پونی کلاب» ترانه‌ای از خواننده-ترانه‌پرداز آمریکایی چپل رون می‌باشد که در نخستین آلبوم استودیویی وی تحت عنوان از عرش تا فرش یک پرنسس غرب میانه (۲۰۲۳) قرار دارد. این ترانه در ۳ آوریل سال ۲۰۲۰ از سوی آتلانتیک رکوردز منتشر گردید و پس از امضا کردن قرارداد رون با آیلند و امیوزمنت رکوردز این ترانه به تک‌آهنگ اصلی آلبوم تبدیل شد. این ترانه توسط رون و دن نیگرو سروده شده‌است.